# Sean Michaels
Andre Allen (New York, 20 februari 1958), beter bekend als Sean Michaels, is een Amerikaans pornoacteur- en regisseur. Sean Michaels begon zijn carrière als acteur in 1985 en als regisseur in 1991. Sindsdien heeft hij volgens de IAFD in meer dan 1.300 films gespeeld en 212 keer geregisseerd. Samen met Lexington Steele en Mr. Marcus is hij een van de bekendste Afro-Amerikaanse acteurs in de pornoindustrie. Hij heeft zijn eigen productiebedrijf genaamd "Sean Michaels International".

## Onderscheidingen
- 1993: XRCO Award - Best Anal Sex Scene - Arabian Nights
- 1993: XRCO Woodsman of the Year
- 1996: AVN Award - Best Group Sex Scene - Video for World Sex Tour 1
- 1998: XRCO Best Anal or DP Scene for Tushy Heaven
- 1999: AVN Best Group Sex Scene - Video for Tushy Heaven
- 2010: AVN Award – Best Double Penetration Sex Scene – Bobbi Starr & Dana DeArmond's Insatiable Voyage
- AVN Hall of Fame
- XRCO Hall of Fame
- Urban X Award Hall of Fame